# Jean Jacques Antoine Caussin de Perceval
Jean Jacques Antoine Caussin de Perceval, född den 24 juni 1759 i Montdidier, död den 29 juli 1835 i Paris, var en fransk orientalist. Han var far till Armand Pierre Caussin de Perceval. 
Caussin de Perceval studerade i Paris särskilt arabiska under Cardonne och Deshauterayes. Han efterträdde 1783 den sistnämnde som professor i arabiska vid Collège de France. År 1787 blev han tillika konservator av de österländska handskrifterna i Nationalbiblioteket, en post, som fråntogs honom 1792 under Franska revolutionen. År 1809 blev Caussin de Perceval medlem av Institutets tredje klass och 1816 av Académie des inscriptions et belles-lettres. 
Caussin de Perceval författade många lärda avhandlingar (tryckta framför allt bland institutets skrifter), utgav noggranna utgåvor av arabiska författare; således 1818 Les cinquante seances de Hariri, Fables de Lokman, Les sept Moallakahs med flera. Caussin de Perceval översatte även flera arabiska författare till franska, bland andra 1802 Histoire de la Sicile sous la domination des Musselmans (av Hovairi), Suite des Mille et une nuits (i två band); 1810 Tables astronomiques d El Yoimis. Från grekiska översatte Caussin de Perceval 1796 Argonautertåget av Apollonios från Rhodos.